# 1994–1995-ös magyar férfi vízilabdakupa
Az 1994–1995-ös magyar férfi vízilabdakupa, szponzorált nevén a Medicor Magyar Kupa, a hatvankilencedik kiírás volt a versenysorozat történetében. A győzelmet a BVSC szerezte meg.

## Eredmények

### Nyolcaddöntő
február 4, 5, 8, 11, 12.
| 1. csapat       | Össz. | 2. csapat             | 1. mérk. | 2. mérk. |
| --------------- | ----- | --------------------- | -------- | -------- |
| BVSC            | 35–18 | Egri VK               | 18–10    | 17–8     |
| ELTE-BEAC       | 4–39  | Szentesi SC           | 0–17     | 4–22     |
| Orvosegyetem SC | 16–25 | Szolnoki VSE          | 9–12     | 7–13     |
| Tatabányai VSC  | 16–36 | Tungsram SC           | 8–18     | 8–18     |
| Ferencvárosi TC | –     | Ceglédi VSE           | –        | –        |
| Újpesti TE      | 19–16 | Szegedi VE            | 10–8     | 9–8      |
| Vasas SC        | 40–4  | Hódmezővásárhelyi VSC | 20–3     | 20–1     |

A Cegléd visszalépett

### Negyeddöntő
február 16, 19.
| 1. csapat     | Össz. | 2. csapat       | 1. mérk. | 2. mérk. |
| ------------- | ----- | --------------- | -------- | -------- |
| Újpesti TE    | 16–17 | BVSC            | 7–12     | 9–5      |
| Bp. Spartacus | 13–25 | Ferencvárosi TC | 6–10     | 7–15     |
| Szentesi SC   | 20–12 | Szolnoki VSE    | 13–6     | 7–6      |
| Vasas SC      | 20–13 | Tungsram SC     | 7–7      | 13–6     |

### Elődöntő
február 23, 26.
| 1. csapat       | Össz. | 2. csapat | 1. mérk. | 2. mérk. |
| --------------- | ----- | --------- | -------- | -------- |
| Szentesi VK     | 16–30 | BVSC      | 12–16    | 4–14     |
| Ferencvárosi TC | 10–16 | Vasas SC  | 4–10     | 6–6      |

## Döntő
| 1995. március 15. 18:15 | BVSC                                                              | 13–8 | Vasas SC                                              | Szőnyi út Nézőszám: 1100 Játékvezetők: Császár Puskás |
| 1995. március 15. 18:15 | (2–3, 5–3, 2–0, 4–2)                                              |      |                                                       | Szőnyi út Nézőszám: 1100 Játékvezetők: Császár Puskás |
| 1995. március 15. 18:15 | Gyöngyösi 4 Märcz 3 Varga I. Zs 2 Lihótzky 2 Vidumanský 1 Péter 1 |      | Gorskov 2 Varga T. 2 Konrád 2 Mészáros 1 Liebhauser 1 | Szőnyi út Nézőszám: 1100 Játékvezetők: Császár Puskás |

| 1995. március 15. 16:00 | Vasas SC                                                         | 8–4 | BVSC                       | Komjádi uszoda Nézőszám: 2000 Játékvezetők: Kosztolánczy Németh A. |
| 1995. március 15. 16:00 | (1–1, 2–0, 2–2, 3–1)                                             |     |                            | Komjádi uszoda Nézőszám: 2000 Játékvezetők: Kosztolánczy Németh A. |
| 1995. március 15. 16:00 | Liebhauser 2 Tóth F. 2 Konrád 1 Mészáros 1 Varga T. 1 Berezvai 1 |     | Gyöngyösi 2 Märcz 1 Bürg 1 | Komjádi uszoda Nézőszám: 2000 Játékvezetők: Kosztolánczy Németh A. |

A BVSC kupagyőztes csapatának tagjai: Ambrus Tamás, Bürg Tamás, Dabrowski Norbert, Gyöngyösi András, Lihótzky Károly, Märcz Tamás, Nemes Gábor, Németh I. Zsolt, Péter Imre, Racskó Zoltán, Tiba Péter, Vajda József, Varga Zsolt, Varjas Attila, Ladislav Vidumanský, vezetőedző: Gerendás György